# Florian Hossner
Florian Hossner (* 14. Oktober 1982 in Schleswig) ist ein deutscher ehemaliger Handballtorwart.
Florian Hossner begann mit dem Handball in Altenwalde. Später spielte er beim SV Mönkeberg und ab 2006 in der zweiten Mannschaft des THW Kiel. In der Saison 2008/09 wurde er in der Bundesligamannschaft des THW eingesetzt, mit der er die Deutsche Meisterschaft und den DHB-Pokal gewann. Seit 2010 spielt Hossner beim TSV Altenholz. Hier spielte Hossner anfangs in der ersten Mannschaft und wechselte 2015 in die dritte Mannschaft, wohingegen er dort als Rückraumspieler agiert. Ab der Saison 2015/16 war er zusätzlich als Torwarttrainer der ersten Mannschaft tätig.